# Nierównowaga fiskalna
Nierównowaga fiskalna – przeciwieństwo równowagi fiskalnej, utożsamiana najczęściej z sytuacją, w której wydatki sektora finansów publicznych nie znajdują pokrycia w dochodach tego sektora (deficyt budżetowy). Utrzymujące się deficyty budżetowe znajdują swoje odzwierciedlenie w narastaniu długu publicznego.
Na skalę nierównowagi fiskalnej wpływ mają cykl koniunkturalny oraz czynniki systemowe, strukturalne (m.in. polityka podatkowa, mechanizmy indeksacyjne wydatków publicznych, ramy instytucjonalne sektora finansów publicznych, w tym reguły fiskalne).
Termin „nierównowaga fiskalna” jest używany także w kontekście przenoszenia realizacji zadań publicznych z poziomu sektora rządowego na sektor samorządowy (decentralizacja). W literaturze przedmiotu wyróżnia się w tym zakresie nierównowagę:
- pionową, w przypadku występowania luki między możliwościami uzyskania dochodów przez jednostki samorządu terytorialnego a wydatkami na sfinansowanie nałożonych na nie zadań. Lukę to wypełniają transfery pieniężne (dotacje, subwencje) z budżetu centralnego do jednostek samorządowych (pionowa korekta nierównowagi fiskalnej);
- poziomą, gdy poszczególne jednostki sektora samorządowego mają odmienne możliwości wygospodarowania funduszy, a przez to różne możliwości ich spożytkowania na niezbędne mieszkańcom usługi. Może to wiązać się np. z różnicami w zakresie osiąganych wpływów podatkowych lub różnymi kosztami zapewnienia tych samych usług publicznych. Nierównowaga ta z reguły jest wyrównywana poprzez transfery z budżetu państwa lub bogatszych jednostek samorządowych (np. „janosikowe”) na rzecz uboższych samorządów (pozioma korekta nierównowagi fiskalnej).